# النجامية
النجامية قرية سعودية تتبع محافظة الطوال الواقعة بمنطقة جازان جنوب غرب السعودية.